# سعید کریمی (بازیکن فوتبال، زاده ۱۳۷۸)
سعید کریمی (زادهٔ ۱۱ بهمن ۱۳۷۸ در گچساران) بازیکن فوتبال اهل ایران است که در پست مهاجم بازی می‌کند.

## باشگاه‌های جوانان
سعید کریمی فوتبال خود را از باشگاه فوتبال آتاک گچساران آغاز و در رده نوجوانان عضو تیم ذوب آهن شد.

## آمار حرفه‌ای

### تیم ملی نوجوانان ایران
سعید کریمی برای تیم ملی نوجوانان در مسابقات جام جهانی زیر ۱۷ سال هند ۲۰۱۷، سه بازی انجام داد و طی آن، دو گل (به اسپانیا و گینه) به ثمر رساند. همچنین در بازی تدارکاتی مقابل مکزیک که پیش از مسابقات جام جهانی هند برگزار شده بود موفق به گل زنی مقابل این تیم شد.

| مسابقات              | تعداد بازی | دقیقه بازی | پاس گل | گل | شوت |
| -------------------- | ---------- | ---------- | ------ | -- | --- |
| جام جهانی زیر ۱۷ سال | ۲          | ۷۳         | ۰      | ۳  | -   |

### باشگاهی
| باشگاه     | لیگ        | فصل        | لیگ    | لیگ  | جام    | جام  | بین‌المللی | بین‌المللی | دیگر   | دیگر | مجموع  | مجموع |
| باشگاه     | لیگ        | فصل        | بازی‌ها | گل‌ها | بازی‌ها | گل‌ها | بازی‌ها    | گل‌ها      | بازی‌ها | گل‌ها | بازی‌ها | گل‌ها  |
| ---------- | ---------- | ---------- | ------ | ---- | ------ | ---- | --------- | --------- | ------ | ---- | ------ | ----- |
| پرسپولیس   | لیگ برتر   | ۱۳۹۷–۹۸    | ۵      | ۰    | ۱      | ۱    | ۰         | ۰         | _      | _    | ۶      | ۱     |
| مجموع آمار | مجموع آمار | مجموع آمار | ۵      | ۰    | ۱      | ۱    | ۰         | ۰         | _      | _    | ۶      | ۱     |

## باشگاه‌های حرفه‌ای

### پرسپولیس
سعید کریمی در ۲۸ خرداد ۱۳۹۷ با قراردادی ۴ ساله به تیم پرسپولیس پیوست. او به دلیل محرومیت تیم پرسپولیس از نقل و انتقالات در فصل ۹۷–۹۸، یک نیم فصل دور از باشگاه بازی کرد و از نیم فصل لیگ هجدهم برای این تیم بازی کرد و در بازی تدارکاتی برابر اوپن بلژیک نخستین گل خود را برای پرسپولیس به ثمر رساند.وی همچنین در اولین بازی رسمی و در روز تولد نوزده سالگی‌اش موفق شد در جام حذفی مقابل سپیدرود در دقیقه ۹۳ گل پیروزی پرسپولیس را به ثمر برساند.